# Meldepflichtiges Ereignis im KKW Krümmel am 28. Juni 2007
Das meldepflichtige Ereignis im Kernkraftwerk Krümmel am 28. Juni 2007 bestand aus einem Transformatorbrand, in dessen Folge es zu einer nicht vorgesehenen Reaktorschnellabschaltung (RESA) und zu einem nicht vorgesehenen Ausfall der Hauptspeisepumpen kam. Diese beiden Systemfehler führten zur Einstufung als meldepflichtiges Ereignis. Auf der Internationalen Bewertungsskala für nukleare Ereignisse fallen sie in die niedrigste Kategorie (INES 0). Die Notkühlsysteme funktionierten auslegungsgemäß, jedoch zeigten sich im Verlauf weitere Schwächen in Organisation und Technik (Missverständnis in der Schaltwarte, Eindringen von Brandrauch, Ausfall eines Archivierungssystems). In den Medien wurde ausführlich über das Ereignis berichtet; die Informationspolitik des Betreibers wurde zum Teil heftig kritisiert.

## Transformatorbrand
Am 28. Juni 2007 ereignete sich auf dem Gelände des Kernkraftwerks Krümmel ein Brand an einem der beiden Maschinentransformatoren. Die Maschinentransformatoren transformieren die Generatorspannung des Kraftwerks von 27 kV auf das Spannungsniveau des Hochspannungsnetzes von 380 kV. Als Ursache für den Brand gilt ein Kurzschluss innerhalb des Transformators, der zum Entzünden des Transformatorenöls führte.

## Löscharbeiten

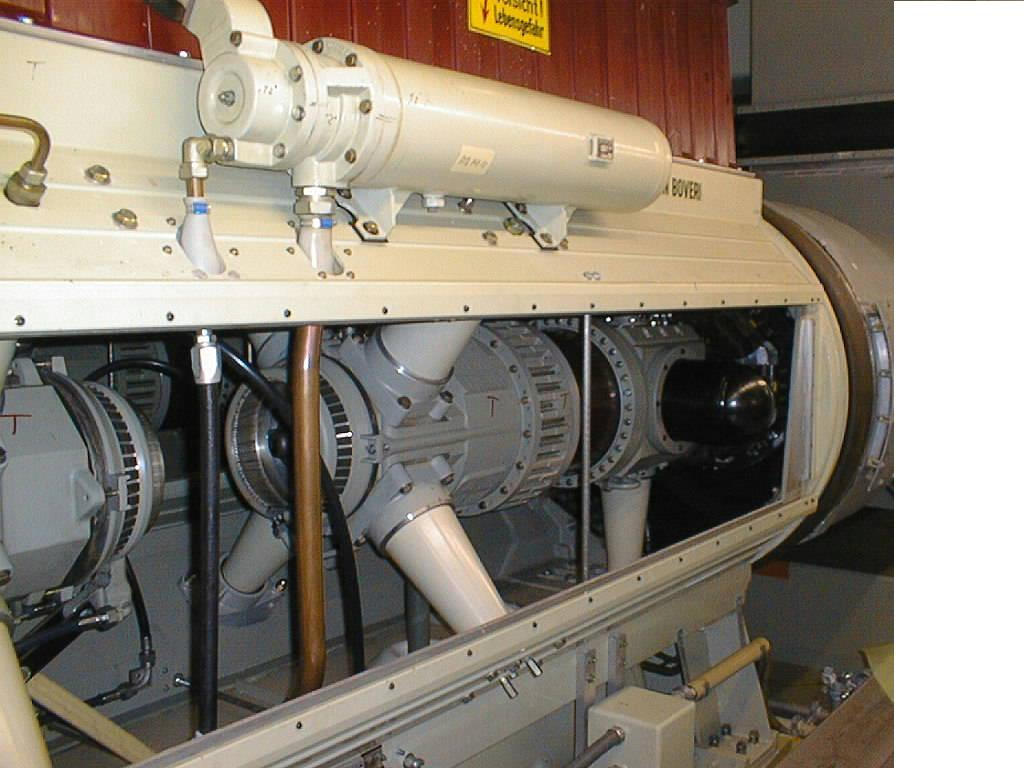
27-kV-Generatorlastschalter des KKW Krümmel

Die Löscharbeiten umfassten die Phasen „Brandbekämpfung“ und „Nachlöscharbeiten“. Die Brandbekämpfung begann 5 Minuten nach dem Ausbruch des Feuers am 28. Juni 2007 um 15:07 Uhr mit dem Eintreffen der kraftwerkseigenen Feuerwehr. Um 15:15 Uhr trafen die externen Feuerwehreinheiten aus den Standorten Geesthacht und Grünhof-Tesperhude am Kraftwerksgelände ein. Während der Brandbekämpfung waren insgesamt 107 Feuerwehrleute mit insgesamt 16 Einsatzfahrzeugen vor Ort. Um 22:00 Uhr desselben Tages wurde die Phase der Brandbekämpfung mit dem Einleiten der Nachlöscharbeiten abgeschlossen. Die zur Unterstützung angeforderten externen Feuerwehreinheiten hatten am 28. Juni 2007 um 23:55 Uhr das Kraftwerksgelände verlassen. Mit dem Ende der Nachlöscharbeiten am 30. Juni 2007 um 15:45 Uhr wurde der Einsatz der kraftwerkseigenen Feuerwehr beendet. Es kam dabei zu keinem Personenschaden.
Parallel zur Brandbekämpfung wurde am 28. Juni 2007 um 18:10 Uhr mit der Entsorgung des durch Transformatorenöl und schaumbildende Substanzen verunreinigten Löschwassers begonnen. Insgesamt wurden 1600 m³ verunreinigtes Löschwasser entsorgt. Durch das Schließen der Anlagenentwässerungen wurden die umweltbelastenden Stoffe in Löschmittel und Transformatorenöl in den Auffangeinrichtungen des Kraftwerks zurückgehalten, so dass keine wasserbelastenden Stoffe in die Elbe eingeleitet wurden oder in das Erdreich eindringen konnten.

## Reaktorschnellabschaltung
Das Kernkraftwerk Krümmel überträgt seine elektrische Leistung über zwei parallel geschaltete Maschinentransformatoren in das 380-kV-Hochspannungsnetz. Aufgrund des Kurzschlusses innerhalb eines der beiden Maschinentransformatoren, der auch Auslöser für die Entzündung des Transformatorenöls und den sich anschließenden Brand war, wurde das Kraftwerk von seinem 380-kV-Netz getrennt, um den Stromfluss aus dieser Richtung zu unterbrechen. Da der Generator nach der Trennung vom 380-kV-Netz die von ihm bereitgestellte elektrische Energie nicht mehr abführen konnte, wurde das Kraftwerk unmittelbar nach diesem Vorgang abgeschaltet. Dies geschah durch Auslösung der Reaktorschnellabschaltung, RESA.

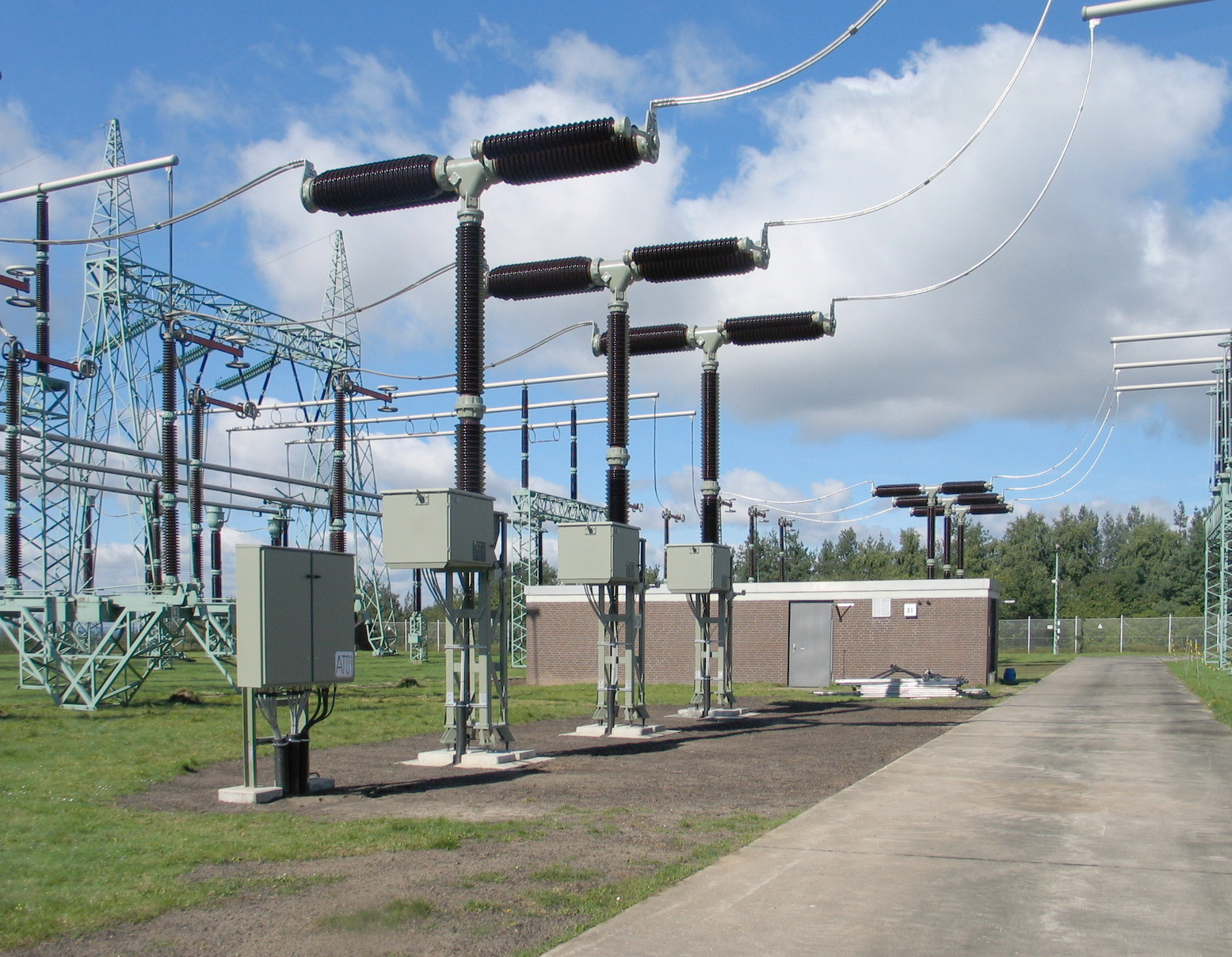
380-kV-Leistungsschalter in der Schaltanlage des KKW Krümmel

Für die Auslösung der Reaktorschnellabschaltung durch das Überwachungssystem des Kernkraftwerks, den Reaktorschutz, besteht Meldepflicht gegenüber der atomrechtlichen Aufsichtsbehörde. Grundlage hierfür ist das Kriterium N 2.5.7 der AtSMV „Anforderung von Sicherheitseinrichtungen (dazu gehört das Reaktorschnellabschaltsystem) durch das Reaktorschutzsystem“. Der Betreiber kam dem durch schriftliche Mitteilung des meldepflichtigen Ereignisses N01/07 an das MSGF (Ministerium für Soziales, Gesundheit, Familie, Jugend und Senioren des Landes Schleswig-Holstein) in Kiel am 3. Juli 2007 nach.
Die vollständige Umschaltung der kraftwerksinternen Stromversorgung auf das 110-kV-Fremdnetz durch das Öffnen des zweiten 380-kV-seitigen Leistungsschalters ist auf die Empfindlichkeit der elektrischen Schutzeinrichtungen zurückzuführen. Nach Überprüfung dieser Schutzeinrichtungen kommt der Betreiber in seinem Hauptbericht zu dem Schluss, die Sensitivität dieser Schutzeinrichtungen nicht zu verringern.
Da das Kraftwerk auch nach seiner Abschaltung weiterhin elektrische Energie benötigt, erfolgt eine Umschaltung auf ein Reservenetz, das 110-kV-Fremdnetz. Dieser Umschaltvorgang ist mit einer Spannungsunterbrechung von 1,5 s verbunden. Der im Rahmen der Berichterstattung verschiedentlich zitierte „Stromausfall“ bezieht sich auf diese technisch erforderliche Spannungsunterbrechung. Die Warte des Kraftwerks ist von dieser Spannungsunterbrechung nicht betroffen, da die dort befindlichen Anzeigen innerhalb der Spannungspause von 1,5 s durch Batterien versorgt werden und unterbrechungslos verfügbar sind.

## Reaktorspeisepumpe
Nachdem die Umschaltung des Eigenbedarfs (das ist der Strom, den das Kraftwerk zum Betrieb seiner Systeme selbst benötigt) auf das 110-kV-Fremdnetz erfolgt war, schalteten die Reaktorspeisepumpen nicht automatisch wieder zu. Die Steuerung der Reaktorspeisepumpen war nicht für einen solchen Ereignisablauf konzipiert, wie er sich nach dem Kurzschluss innerhalb des Transformators darstellte.

Die Reaktorspeisepumpen stellen während des normalen Leistungsbetriebs die Wasserzufuhr zu dem Reaktor sicher. Da die Bespeisung des Reaktors eine der wichtigsten Aufgaben zur Gewährleistung der nuklearen Anlagensicherheit darstellt, besitzt jedes Kernkraftwerk eine Vielzahl von Sicherheitssystemen, in der Regel sind dies Pumpen, die den Reaktor in jedem erdenklichen Zustand auf einfachem Weg mit Kühlmittel bespeisen können. Die Reaktorspeisepumpen gehören nicht zu diesen Sicherheitssystemen, da sie aufgrund ihrer hohen Leistungsaufnahme auch nicht den Anforderungen entsprechen, die an Sicherheitssysteme gestellt werden. Ein Ausfall der Reaktorspeisepumpen zieht jedoch in jedem Fall den Einsatz eines der Sicherheitssysteme nach sich, um den Reaktor weiterhin zu bespeisen.
Die betriebliche Steuerung der Reaktorspeisepumpen wurde dahingehend erweitert, dass bei Ausfällen im Bereich der Eigenbedarfsversorgung mit dem vorgefundenen zeitlichen Ablauf die automatische Wiederzuschaltung der Reaktorspeisepumpen gewährleistet ist.
Da der Bespeisung des Reaktors eine große Bedeutung zukommt, ist der Ausfall der betrieblichen Reaktorspeisepumpen das zweite Kriterium, welches Gegenstand des meldepflichtigen Ereignisses N01/07 ist.
Das Kriterium N 2.5.5 verlangt eine Meldung des Kraftwerksbetreibers an die Aufsichtsbehörde, wenn mehr als eine „Hauptspeisewasserpumpe“ (Reaktorspeisepumpe) ausfällt.
Auf der internationalen Skala zur Bemessung der Schwere von Ereignissen in Kernkraftwerken, INES, finden der Transformatorenbrand und die anschließenden Auffälligkeiten keine Berücksichtigung. Meldepflichtige Ereignisse dieser Form werden dadurch gekennzeichnet, dass sie gemäß INES in der Stufe „Null“ eingeordnet werden. Diese Einstufung besagt, dass dem Ereignis keine oder eine sehr geringe sicherheitstechnische Bedeutung beigemessen wird.

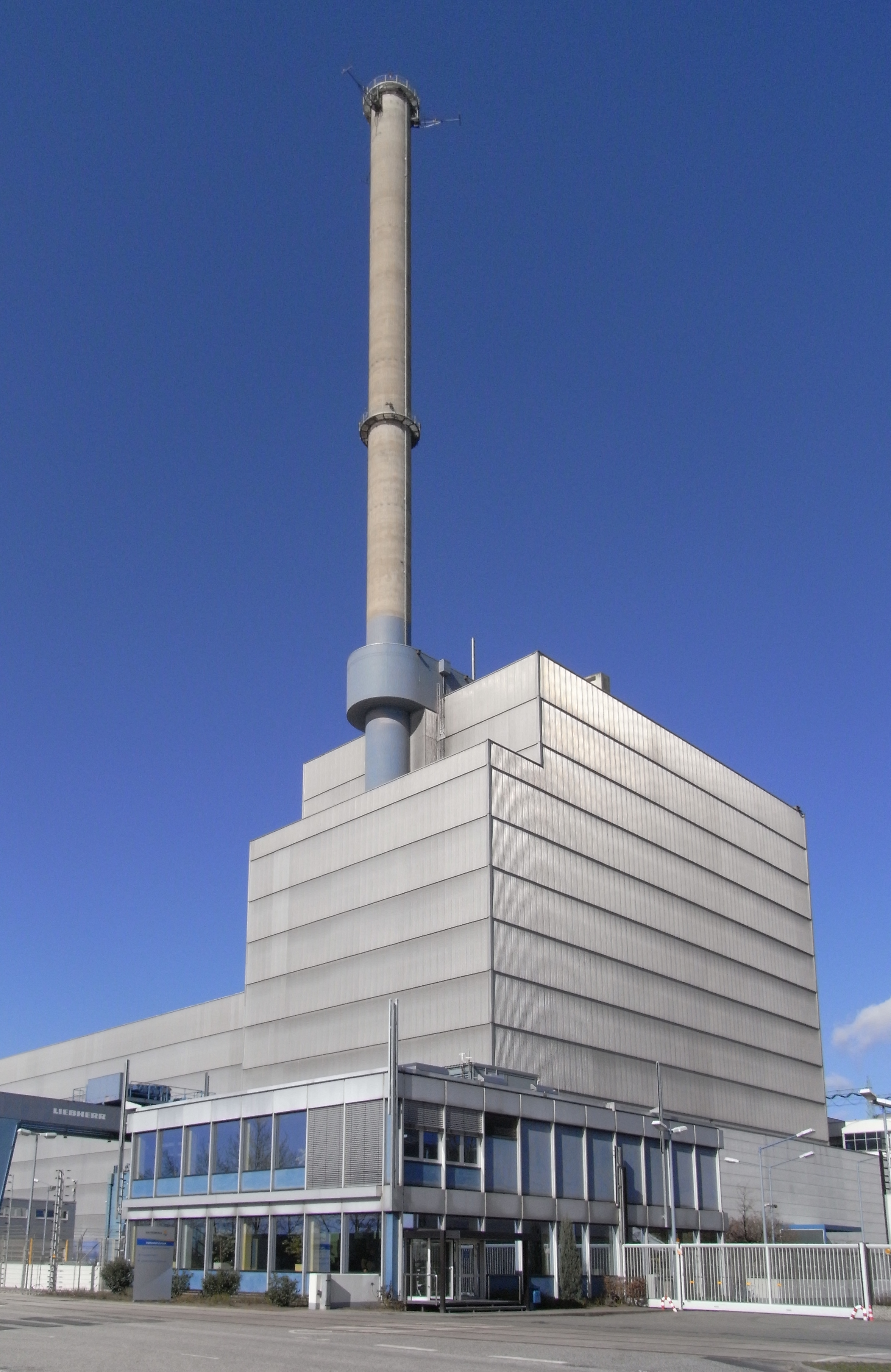
Das Reaktorgebäude von vorne

## Reaktordruck, Reaktorfüllstand
Nach dem Ausfall der betrieblichen Reaktorspeisepumpen wurde der Reaktor von der für diesen Fall vorgesehenen Hochdruck-Einspeisepumpe des Sicherheitssystems bespeist. Die Automatik zum Start dieser Hochdruck-Einspeisepumpe wird bei Unterschreitung des Reaktorfüllstands von 11,92 m ausgelöst. Der Reaktorfüllstand dient als „Schalter“, der bei einem Wert von 11,92 m die Hochdruck-Einspeisepumpe ein- und nach dem Erreichen eines Füllstandswertes von 14,07 m wieder ausschaltet.
Gleichzeitig mit dem Start des Hochdruck-Einspeisesystems werden die von dem Reaktor abgehenden Frischdampfleitungen geschlossen. Mit dem Schließen der Frischdampfleitungen kann kein Dampf mehr in Richtung Turbine bzw. Turbinenkondensator abströmen, so dass sich der Reaktordruck erhöht. Zur Druckbegrenzung öffnet bei Erreichen eines Reaktordrucks von 74 bar automatisch ein Sicherheits- und Entlastungsventil und baut den Reaktordruck bis auf einen Wert von 69 bar ab, bevor es automatisch wieder schließt. Ohne Eingriff eines Reaktorfahrers wiederholt sich dieser Vorgang, wobei sich die Zeitintervalle zwischen dem Schließen und Öffnen der Sicherheits- und Entlastungsventile mit der Abnahme der Nachzerfallsleistung vergrößern.
Die Sicherheitssysteme des Kernkraftwerks erfüllten ihre Funktion bestimmungsgemäß. Es traten keine Abweichungen oder Auffälligkeiten auf.

## Druckentlastung des Reaktors
Im weiteren Verlauf des Ereignisses öffnete ein Reaktorfahrer für ca. vier Minuten zwei Sicherheits- und Entlastungsventile und senkte den Druck des Reaktors von 65 bar auf 20 bar ab. Da durch die Absenkung des Druckes der Reaktor zusätzlich durch weitere Niederdruck-Pumpen bespeist werden kann, ist diese Maßnahme für die Anlagensicherheit unbedenklich. Gleichzeitig wird bei dieser Maßnahme die Temperatur des Kühlwassers im Reaktor von ca. 280 °C auf 220 °C abgesenkt. Dieser verhältnismäßig schnelle „Abkühlvorgang“ ist unter definierten Betriebszuständen der Anlage zu vermeiden. Die dem Betriebszustand angemessene Druckabsenkung von 65 bar auf 20 bar erfolgt über einen Zeitraum von ca. 1,5 h. Das Missverständnis zwischen Schichtleiter und Reaktorfahrer über die Art der Druckabsenkung ist auf diese beiden Fahrweisen zurückzuführen.
Die Umstände, die zu dem Missverständnis führten, wurden arbeitspsychologisch im Rahmen einer MTO-Analyse (Mensch, Technik, Organisation) untersucht. Eine aus dieser Analyse abgeleitete Maßnahme ist die Einführung einer Kommandosprache „3-Wege-Kommunikation“, die für das Schichtpersonal bei Schalthandlungen verbindlich ist.

## Brandgas in der Warte
Der Aufstellungsort der Maschinentransformatoren befindet sich ca. 20 m unterhalb der Lufteinlassöffnungen des Schaltanlagengebäudes. Da auch die Zuluft für die Kraftwerkswarte von der Lüftungsanlage des Schaltanlagengebäudes zur Verfügung gestellt wird, drang zu Beginn des Ereignisses Brandgas in die Warte ein, bis die Wartenlüftung auf Umluftbetrieb geschaltet war. Der Schichtleiter ordnete daraufhin an, die im Wartenbereich vorgehaltenen umluftunabhängigen Atemschutzgeräte, Pressluftatmer, in der Warte bereitlegen zu lassen. Nachdem die erforderlichen Maßnahmen zur Störungsbeherrschung getroffen waren, setzte ein Reaktorfahrer vorübergehend eines der Atemschutzgeräte auf. Die übrigen in der Warte tätigen Personen versahen ihre Tätigkeit über den gesamten Zeitraum ohne Atemschutzgeräte.

## Datenerfassung, Prozessrechner
Innerhalb der ersten Minute nach dem Kurzschluss in dem Maschinentransformator erzeugten die Überwachungseinrichtungen der verschiedenen Systeme mehr als 6500 Meldungen, die in vorläufigen Rechnerspeichern archiviert wurden. Bevor die Meldungen in den endgültigen Archiven abgespeichert werden, werden sie noch mit Zeitstempeln versehen und entsprechend der Zeitstempel einsortiert. Dies ist erforderlich, da aufgrund unterschiedlicher Signallaufzeiten die Eingangsreihenfolge von Meldungen von der tatsächlichen Historie des Ereignisablaufes abweichen kann.
Aus den eingehenden Meldungen werden während des Normalbetriebs Protokolle angefertigt, die Informationen über bestimmte Systembereiche zusammenstellen. Nach Störungseintritt war die Vorrichtung zur Protokollerstellung aufgrund vorhergehender Erweiterungen der Anlage überlastet. Ein Arbeitsbericht kommt unter anderem zu dem Ergebnis, dass die Anlagenerweiterungen die Spezifikationen des Herstellers von 2001 überschritten haben. Aufgrund der höheren Priorität der Protokoll-Vorrichtung gegenüber der Archivierungs-Vorrichtung wurden der Archivierungs-Vorrichtung vorübergehend keine Ressourcen mehr zugeteilt, was letztendlich zu einer eigentlich nicht notwendigen Rechnerumschaltung auf das Ersatzsystem führte. Bei der Rechnerumschaltung gingen jene Meldungen verloren, die bereits aus dem vorläufigen Speicher ausgelesen, aber noch nicht in dem endgültigen Archiv abgelegt waren.
Der Fehler in der Prozessrechneranlage wurde behoben, indem die Priorität der Protokoll-Vorrichtung gegenüber der Archivierungs-Vorrichtung herabgesetzt wurde.

## Darstellung des Transformatorenbrandes in den Medien
Der Transformatorenbrand im Kernkraftwerk Krümmel erregte ein breites mediales und politisches Interesse.
Im Rahmen der Berichterstattung zu dem Ereignis wurde eine Vielzahl von Einschätzungen und Bewertungen verschiedener Organisationen oder Personen wiedergegeben. Abhängig von der Interessenlage der zitierten Gruppe variieren die Einschätzungen hinsichtlich der von den Geschehnissen ausgegangenen Gefährdungslage.
Trotz der von dem Kernkraftwerk zu den Geschehnissen veröffentlichten Berichte finden sich in den Medien keine Darstellungen, welche die technischen Abläufe eingehender bewerten. Die sowohl in Zeitungen als auch Nachrichtensendungen geäußerten Bedenken hinsichtlich der nuklearen Sicherheit finden ihre Begründung größtenteils in der Informationspolitik des Betreiberkonzerns Vattenfall. Die in Bezug auf die Geschehnisse vom 28. Juni 2007 teils unvollständigen, teils widersprüchlichen bzw. vorläufigen Angaben des Konzerns eröffneten einen weiten Raum für Spekulationen, der von den verschiedenen Organisationen zur Untermauerung ihrer jeweiligen Standpunkte in Bezug auf die Kernenergie verwendet wurde.
Beispielhaft sei an dieser Stelle die Frage hinsichtlich des Einflusses des Brandes auf das Reaktorgebäude erwähnt, die im Nachgang zur Bewertung des Brandes vielfach Gegenstand von Diskussionen war. Die Aussage des Betreibers, dass das Reaktorgebäude nicht von dem Brand betroffen gewesen sei, nimmt Bezug auf die unmittelbaren Brandauswirkungen, wie das Übergreifen von Flammen oder das Eindringen von Rauchgasen über angrenzende Raumbereiche, das Lüftungssystem oder Kabel- bzw. Rohrleitungskanäle. Die Darstellung, dass das Reaktorgebäude als Folge des Brandes betroffen gewesen sei, bezieht sich auf das Verhalten von Systemen innerhalb des Reaktorgebäudes, die infolge des Brandes aktiviert wurden. Beispielsweise wurde der Reaktor nach dem Kurzschluss innerhalb der Transformatoren und der Trennung von dem 380-kV-Netz abgeschaltet. Da sich der Aufstellungsort des Reaktors und des Schnellabschaltsystems innerhalb des Reaktorgebäudes befindet, war dieses gemäß dieser Argumentation auch von dem Brand betroffen.
Eine journalistische Aufarbeitung der Geschehnisse, in welcher unter anderem der Versuch unternommen wurde, die technischen Hintergründe näher zu erläutern, wurde vom Fernsehen des WDR unter Mitwirkung von Vattenfall durchgeführt. Es wurden im Rahmen der Berichterstattung verschiedene Sequenzen unter anderem in den Kernkraftwerken Krümmel und Brunsbüttel sowie in der Hauptverwaltung von Vattenfall Deutschland in Berlin gedreht. Zudem wurden Interviews mit Verantwortlichen des Vattenfall-Konzerns sowie einem Ingenieur aus Schweden geführt, der als Experte für Kernkraftwerke benannt wurde. Der Bericht wurde am 19. November 2007 im WDR-Fernsehen ausgestrahlt.

Der Bericht gab Anlass zu unterschiedlichen Reaktionen.
Der Kölner Stadtanzeiger würdigt in seiner Ausgabe vom 20. November 2007 die hervorragende journalistische Qualität und Objektivität der Sendung. Die Gesellschaft für Anlagen- und Reaktorsicherheit (GRS) hingegen kommt zu dem Schluss, dass der Bericht „eine Vielzahl technisch falscher Sachverhalte und Zusammenhänge“ enthalte. Die GRS ist die wissenschaftlich-technische Sachverständigenorganisation für Reaktorsicherheit des Bundesumweltministeriums. Aufgrund des aus der Sicht der GRS eklatanten Widerspruchs zwischen den Darstellungen des WDR und der Bewertung der GRS hinsichtlich der Ereignisse vom 28. Juni 2007 sah sich die GRS zur Abfassung einer öffentlichen Stellungnahme zu der Sendung des WDR veranlasst.
Der Vergleich der Dokumente von WDR, Kölner Stadtanzeiger und GRS veranschaulicht, auf welchen Grundlagen basierend die Diskussionen um die Ereignisse des Transformatorenbrandes in Krümmel vielfach geführt werden.
Im Folgenden sind weitere Darstellungen der Tagespresse aufgelistet, die sich mit einzelnen Aspekten des Transformatorenbrandes auseinandersetzen.
Die Tageszeitung (taz) berichtet in ihrer Ausgabe vom 7. Juli 2007 über „Probleme bei der Schnellabschaltung“, da der Reaktorfahrer den Druck des Reaktors unnötigerweise schnell mit zwei Ventilen von 65 bar auf 20 bar abgesenkt habe.
Die Netzeitung weist in ihrer Ausgabe vom 4. Juli 2007 darauf hin, dass der Vorfall „schwerer gewesen sei als angenommen“. Zudem wird der sinkende Reaktorfüllstand thematisiert. Zusätzlich zitiert der Artikel einen Bericht der IPPNW, Internationale Ärzte für die Verhütung des Atomkriegs, Ärzte in sozialer Verantwortung e. V., der eine erhöhte Brandgefahr in älteren deutschen Kernkraftwerken sieht, da sich die Ölinventare der Hauptkühlmittelpumpen innerhalb der Containments befänden. Diese Behauptung ist insofern zu relativieren, als dass die nach Aussage des Artikels von der „gefährlichen konzeptionellen Fehlkonstruktion“ betroffenen Siedewasserreaktoren nicht über die für Druckwasserreaktoren typischen Hauptkühlmittelpumpen verfügen.
Der im Jahr 2010 gedrehte Spielfilm „Restrisiko“ basiert auf ebendiesem meldepflichtigen Ereignis.